# Trigonurella elegans
Trigonurella elegans är en stekelart som beskrevs av Boucek 1988. Trigonurella elegans ingår i släktet Trigonurella och familjen bredlårsteklar. Inga underarter finns listade i Catalogue of Life.